# Estação El Casar
El Casar é uma estação da Linha 12 do Metro de Madrid.